# Phare de Split Rock Point

Le phare de Split Rock Point (en anglais : Split Rock Point Light) est un phare actif situé juste au sud d'Essex sur le Lac Champlain, dans le Comté d'Essex (État de New York).

## Histoire
Le premier phare a été établi en 1835. Le phare, mis en service en 1867 a été désactivé de 1928 à 2003. La maison du gardien est devenue une résidence privée en 1931. De 1928 à 2003 la lumière a été déplacée sur une tour à claire-voie de couleur rouge.
La tour à claire-voie devenant en mauvais état, le 19 mars 2003, l'United States Coast Guard a remis la lumière en service sur le phare en pierre.

## Description
Le phare  est une tour octogonale en pierre de taille avec galerie et lanterne de 12 m de haut, rattachée à une maison de gardien en bois. La tour est non peinte et la lanterne est blanche avec un toit gris.
Il émet, à une hauteur focale de 23 m, un éclat blanc par période de 4 secondes. Sa portée n'est pas connue.
Identifiant : ARLHS : USA-784 ; USCG : 1.39810 .

### Lien connexe
- Liste des phares de l'État de New York